# Trichothurgus wagenknechti
Trichothurgus wagenknechti är en biart som först beskrevs av Jesus Santiago Moure 1949.  Trichothurgus wagenknechti ingår i släktet Trichothurgus och familjen buksamlarbin. Inga underarter finns listade i Catalogue of Life.